# الاتحاد الأمريكي للحريات المدنية ضد جيمس كلابر

الاتحاد الأمريكي للحريات المدنية ضد جيمس كلابر، رقم 13-3994 (المقاطعة الجنوبية من نيويورك، 28 ديسمبر من عام 2013)، 959 الملحق الفدرالي الثاني 724. هو عبارة عن دعوى قضائية رفعتها الحريات المدنية التي تروج لمنظمة غير ربحية تسمى الاتحاد الأمريكي للحريات المدنية، وفرعها «اتحاد الحريات المدنية في نيويورك» ضد الحكومة الفيدرالية للولايات المتحدة التي اعترضت على قانونية برنامج جمع البيانات الوصفية عبر الهاتف لوكالة الأمن القومي. رفضت المحكمة القضية في 27 ديسمبر من عام 2013، إذ وجدت أن جمع البيانات الوصفية لا ينتهك التعديل الرابع للدستور. استأنف الاتحاد الأمريكي للحريات المدنية الحكم أمام محكمة الاستئناف الأمريكية للدائرة الثانية في 2 يناير من عام 2014، وقد قضت محكمة الاستئناف في 7 مايو من عام 2015 بأن المادة 215 من قانون باتريوت لا تجيز جمع البيانات الوصفية بكميات كبيرة، إذ وصفها القاضي جيرارد لينش بأنها كمية «هائلة» من المعلومات.

## نبذة مختصرة
جاءت الدعوى عقب كشف إدوارد سنودن عن نظام المراقبة العالمية من قبل وكالة الأمن القومي وشركائها الدوليين. كشفت صحيفة الجارديان أن محكمة مراقبة الاستخبارات الأجنبية، وبناءً على طلب وكالة الأمن القومي، أمرت شركة فيرايزون بأن تسلمها سجلات الاتصالات الخاصة بالعديد من المشتركين فيها منذ مدة ثلاثة أشهر. سُلمت أرقام كل من طرفي المكالمة وموقعها ووقتها ومدتها، لكن محتويات المحادثة نفسها لم تجري تغطيتها بالترتيب. لا يتطلب الحصول على هذه المحادثات أمرًا بموجب قانون باتريوت، وذلك نظرًا لتصنيفها على أنها «بيانات وصفية».

## الادعاءات
قاضى كل من الاتحاد الأمريكي للحريات المدنية واتحاد الحريات المدنية في نيويورك مدير الاستخبارات الوطنية جيمس ر. كلابر ومدير وكالة الأمن القومي كيث أليكسندر ووزير الدفاع تشاك هيغل والنائب العام الأمريكي إريك هـ. هولدر ومدير مكتب التحقيقات الفيدرالي روبرت س. مولر الثالث للحصول على إعفاء إيضاحي وقضائي من الحقوق الدستورية المزعومة من قبل برنامج جمع البيانات الوصفية للمكالمات الهاتفية، إذ زعموا أن هذا البرنامج ينتهك حقوق التعديل الأول والرابع. وجادلوا، باعتبارهم مشتركين في شركة فيرايزون، أن برنامج جمع البيانات العائد لوكالة الأمن القومي يشكل انتهاكًا للخصوصية، إضافة للبحث والحجز غير المعقولين بموجب التعديل الرابع، وأضافوا أن جمع البيانات يمكنه أن يحول دون حرية التعبير التي يضمنها التعديل الأول لهم ولشركائهم.

## فتوى محكمة المقاطعة
رفض القاضي ويليام باولي القضية في 28 ديسمبر من عام 2013.
قضت المحكمة بأنه ليس لدى مستخدمي الهاتف توقعات معقولة متعلقة بالخصوصية التي من شأنها أن تمنحهم حقوق التعديل الرابع. وجدت المحكمة، نقلًا عن قرار سميث ضد ماريلاند لعام 1979 باعتباره سابقة قضائية، أن الأفراد لا يتوقعون خصوصية المعلومات التي يقدمونها لجهات خارجية مثل شركات الهاتف. نظرًا لكون جميع البيانات التي تجمعها وكالة الأمن القومي تُكشف لشركات الهاتف من قبل المستخدمين أنفسهم، فلا يمكنهم توقع أن تظل سرية. لم يجدوا سببًا لعدم تطبيق قرار سميث ضد ماريلاند في عام 1979، الذي وجد أن بيانات الهاتف الوصفية المماثلة كانت خارج توقعات الخصوصية ولا تنطبق على برنامج وكالة الأمن القومي.
وجدت المحكمة أيضًا أن إجراءات الأمن القومي الداخلية تمنع استخدام البيانات الوصفية للمكالمات الهاتفية لانتهاكها التعديل الرابع. تتطلب عملية الاستعلام «البذور» المعتمدة التي تجتاز اختبار الشك المعقول القابل للتأويل، وترجع النتائج التي تجري ضمن ثلاثة مستويات لهذه البذور إلى المحللين. لا تُجري وكالة الأمن القومي، بحسب ما ذكره الجنرال ألكسندر كيث، أي تحليل للنمط أو استخراج للبيانات الآلية بهدف الحصول على معلومات إضافية من البيانات الوصفية. رفضت المحكمة حجة الاتحاد الأمريكي للحريات المدنية بأنه يمكن إجراء تحليل المستويات الثلاثة دون حاجة الحكومة في المقام الأول بناء قاعدة بيانات لكل سجل مكالمة هاتفية، معلنةً أن «المحكمة العليا قد رفضت مرات عديدة الإعلان بأن أقل ما يمكن تحقيقه من البحث يُعتبر أمرًا معقولًا بموجب التعديل الرابع».
أدركت المحكمة فوائد برنامج المراقبة وقالت إن البرنامج قد أُوقف بنجاح الهجمات الإرهابية، مستشهدةً بالعديد من الأمثلة التي قدمتها الحكومة في جلسة استماع لجنة مجلس النواب الأمريكي بشأن الاستخبارات التي عُقدت في 18 يونيو 2013. أشار الحكم على وجه الخصوص إلى نجاح البرنامج في تحديد هوية نجيب الله زازي في ما يتعلق بمؤامرة تفجير مترو الأنفاق في مدينة نيويورك، وخالد الوزاني بمؤامرة تفجير بورصة نيويورك، وديفيد هيدلي في قضية تفجيرات بومباي ومؤامرة تفجير الصحيفة الدنماركية.
خلُص باولي إلى أنه على الرغم من كون المخاوف التي تتعلق بالخصوصية لم تكن «تافهة»، فإن الفوائد المحتملة للمراقبة تفوقت على هذه الاعتبارات.

## التأثير
يجادل البعض بأن هذه القضية قد خلقت إرباكًا عامًا من خلال التعارض مع كلايمان ضد أوباما، وهي فتوى لمحكمة المقاطعة التي وجدت أن مراقبة وكالة الأمن الدولي كانت «أورويلية» و«مخالفة للدستور».

## تطورات القضية
استأنف الاتحاد الأمريكي للحريات المدنية الفصل في محكمة الاستئناف في الولايات المتحدة للدائرة الثانية في 2 يناير من عام 2014. جادلوا بأنه «للحكومة مصلحة مشروعة في تتبع جميع الإرهابيين المشتبه بهم، لكن تتبع هذه الجمعيات لا يتطلب من الحكومة إخضاع كل المواطنين للرقابة الدائمة. لاحظت لجنة المراجعة الخاصة بالرئيس من ناحية أخرى أنه لا يوجد دليل على ضرورة برنامج التفتيش هذا لمنع أي هجوم إرهابي. نرفض رفضًا قاطعًا المفهوم الذي ينص على أن التهديد الإرهابي يتطلب من مواطني البلدان الديمقراطية أن يسلموا الحريات التي تجعل من الديمقراطيات تستحق الدفاع عنها». استمعت الدائرة الثانية إلى مرافعات شفهية في القضية في 2 سبتمبر من عام 2014.

## رأي محكمة الاستئناف
خلُصت لجنة مؤلفة من ثلاثة قضاة من الدائرة الثانية في 7 مايو من عام 2015، إلى أن «برنامج البيانات الوصفية الهاتفية يتجاوز النطاق الذي أذن به الكونغرس، بالتالي فهو ينتهك [المادة 215 من قانون باترويت]، وبناءً على ذلك، فإننا سنلغي حكم محكمة المقاطعة الذي يرفض الشكوى ونعيد القضية إليها لمزيد من أجل اتخاذ إجراءات أخرى تتفق مع هذا الرأي».

## محكمة الولايات المتحدة لمراقبة الاستخبارات الأجنبية توقف بشكل مؤقت فتوى محكمة الاستئناف
بحسب الاتحاد الأمريكي للحريات المدنية فإنه «عقب إقرار قانون الحرية في الولايات المتحدة الأمريكية، تقدمت الحكومة بالتماس إلى محكمة مراقبة الاستخبارات الأجنبية للسماح لوكالة الأمن القومي باستئناف البرنامج، بحجة أن القانون الجديد يسمح لها مواصلة جمع المعلومات بكميات كبيرة خلال فترة انتقالية مدتها 180 يومًا. وافقت محكمة الاستخبارات الأجنبية على الالتماس، لكن الاتحاد الأمريكي للحريات المدنية جادل في التماس جديد قدمه إلى محكمة استئناف الدائرة الثانية، إذ أن قانون الحرية لا يسمح بجمع المعلومات بكميات كبيرة خلال الفترة الانتقالية، وحتى لو فعل ذلك، فإن التجميع يُعتبر منافيًا للدستور. طلب الاتحاد الأمريكي للحريات المدنية من محكمة الاستئناف إيقاف عمليات التجميع المستمرة».

## محكمة الاستئناف تعد تقريرًا عن توقف جمع البيانات الوصفية الجماعية في قضية سميث ضد أوباما
قضت محكمة الاستئناف بأن قضية سميث هي قضية معلقة بسبب توقف عملية جمع البيانات الوصفية على جميع المواطنين، وذلك بحسب الاتحاد الأمريكي للحريات المدنية الذي انضم للقضية في ديسمبر من عام 2016. قال الاتحاد: «قضت الدائرة التاسعة في شهر مارس من عام 2016 بأن تحدي سميث لعملية جمع سجلات المكالمات الخاصة بها هو عبارة عن قضية معلقة، لأن قانون الحرية في الولايات المتحدة الأمريكية أنهى عملية التجميع هذه. غير أنها أحالت القضية إلى محكمة المقاطعة للنظر في الطعن الذي قدمته سميث لاستمرار الحكومة في الاحتفاظ بسجلات مكالماتها».